# Thermosbaenacea
Los termobenáceos (Thermosbaenacea) es un orden de pequeños crustáceos, entre 2 y 5 mm, que se pueden encontrar en ambientes extremos, como aguas termales a 45 °C, formaciones anquialinas y aguas subterráneas con una alta concentración desulfuro de hidrógeno, un gas altamente tóxico para la mayoría de los animales.
El nombre Thermosnbaenacea proviene del griego (thermós = calor) y se refiere al ambiente en el que vive la especie tipo (Thermosbaena mirabilis Monod, 1924).
Fueron descubiertos en 1923 y desde entonces han atraído la curiosidad de los investigadores. Debido a la dificultad de recolectar y estudiar estos organismos en su ambiente natural se sabe poco sobre su comportamiento y hábitos. Entre sus características más destacadas se encuentran el caparazón en la región dorsal de las hembras, que les sirve de bolsa para incubar los huevos, y la ausencia de pigmentos para captar la luz en los ojos o incluso la ausencia total de los mismos, que los hace ciegos a pesar de la presencia de escamas oculares. Se alimentan de bacterias quimiotróficas reductoras de sulfuro, cianobacterias y algas verdes. Tienen la costumbre de nadar con la parte ventral hacia arriba, como si nadaran hacia atrás, lo que es un vestigio del estilo de vida en el que el animal nadaba cerca de la superficie. Usan esta estrategia para adaptarse a la columna de agua.
Se distribuyen por todo el mundo, desde el Mar Mediterráneo hasta Australia y el Mar Caribe. Esto indica que el origen del grupo podría haber sido a finales del Cretácico Inferior, hace 120 millones de años, o a principios del Cretácico Superior, hace 95 millones de años, con base en la extensión del antiguo Mar de Tetis.
Su posición filogenética aún no es del todo segura. Existe consenso en que se incluyen en Peracarida, sin embargo, algunos análisis contradicen esta propuesta, ubicándolos como un grupo hermano de Peracarida.

## Morfología externa
El cuerpo es pequeño, de unos 5 mm, alargado y ligeramente aplanado dorsoventralmente. En el caparazón están presentes un tórax con 8 segmentos (toracómeros), abdomen con 6 segmentos (pleonitos) y telson, todos con varios apéndices. En la cabeza, la antena 1, más larga, es birrámea, mientras que la antena 2 es más pequeña y unirrámea. 
El caparazón consta de dos placas paleales que se originan en la parte dorsal de la cápsula cefálica y de los dos metámeros maxilares, fusionada con la parte dorsal del tórax por los metámeros maxilares y segmento gnatopodial. En general, el caparazón cubre los primeros 4 o 5 segmentos torácicos, aunque Halosbaena es una excepción, cubriendo hasta el sexto o séptimo segmento. En los primeros segmentos torácicos se aprecia una cutícula particularmente más fina, lo que facilita el intercambio gaseoso. En las hembras, el marsupio se forma como una extensión dorsal del caparazón, siendo una cavidad donde se incuban los huevos y los juveniles. La posición dorsal del marsupio es una característica de diagnóstico de Thermosbaenacea. Este se conecta internamente con la cámara branquial, lo que permite que los huevos se aireen. 

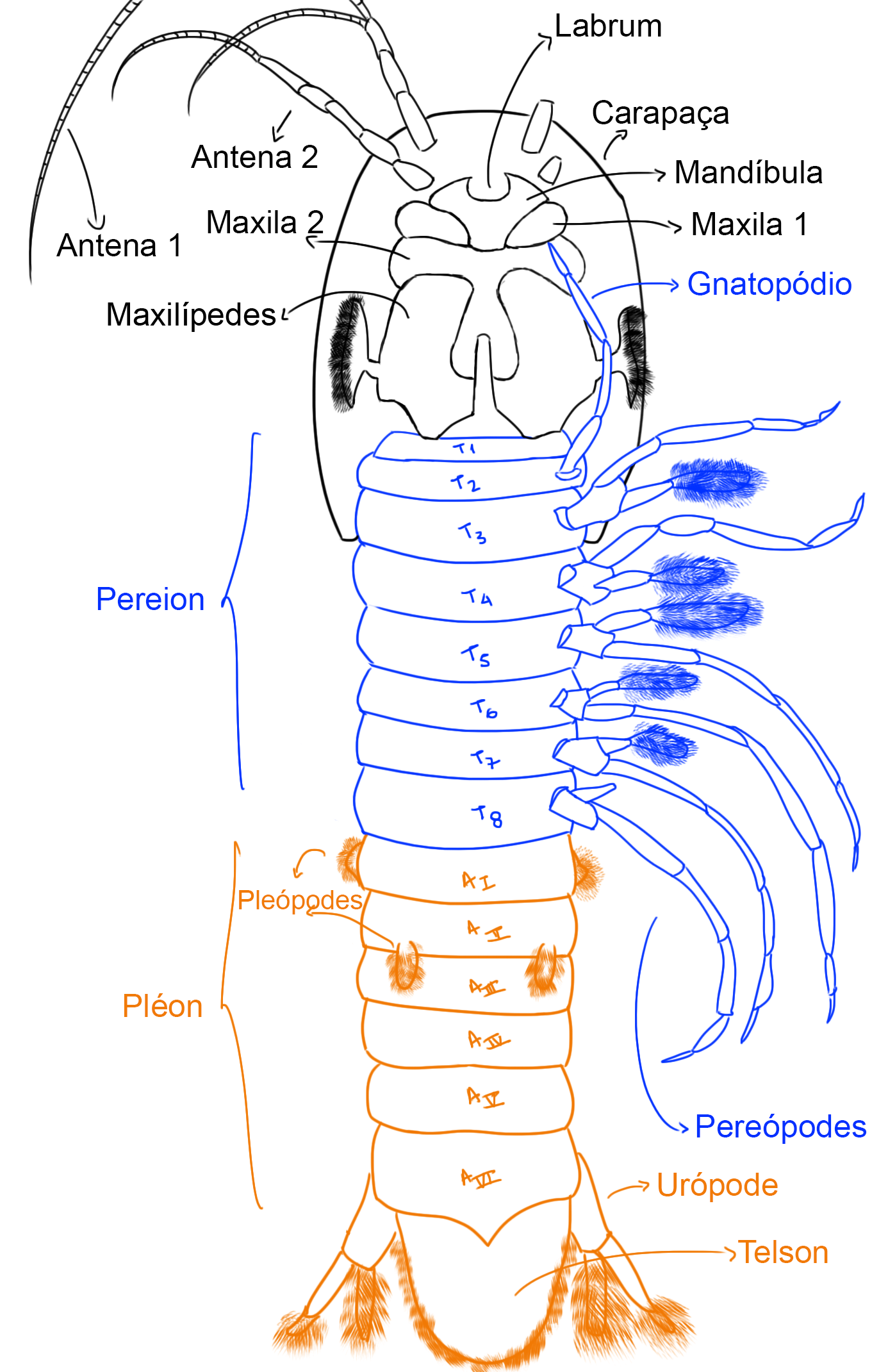
Esquema de la morfología externa de un espécimen en vista ventral. En negro la cabeza (con sus antenas, maxilas, mandíbula, maxilípedos, labro y caparazón), en azul el tórax (con el gnatopodio y el pereion) y en naranja el abdomen (con los pleópodos, el pleon, los urópodos y el telson).

En la cabeza, la boca está rodeada por los labios superior e inferior (o labro y labio), la mandíbula, los maxilares 1 y 2 y los maxilípedos. El labio superior es una extensión del tegumento anterior del caparazón. 
La mandíbula consiste en el cuerpo mandibular (forma básica de una mandíbula) y un palpo de 3 segmentos. La cantidad y organización de las cerdas del palpo varía según la especie. La forma básica de la mandíbula divide una región perforante (pars incisiva) y una región trituradora (pars molaris) con una hilera de cerdas entre ellas.  El labio inferior está compuesto por dos lóbulos que tienen el doble del tamaño del labio superior. La cara interna de los lóbulos es redondeada y con una cavidad cerca de su extremo, la cara externa es convexa, dando una forma ligeramente triangular a los lóbulos. 
La maxila 1 está formada por dos enditos y un palpo de 2 o 3 segmentos.  Para describir la maxila 2 se usará el ejemplo de Monodella texana. Esta mandíbula es aplanada y dividida en cinco partes. Los dos lóbulos más internos son cerdas, el más interno tiene cuatro cerdas, mientras que el segundo lóbulo tiene una sola cerda. El lóbulo medio es ancho y tiene una fila muy uniforme de pequeñas espinas. La porción más externa se compone de un palpo de dos segmentos con cuatro cerdas distales.
El maxilípedo tiene una composición más compleja en Thermosbaena y Monodellidae que en Halosbaenidae. En general, este apéndice consta de un endito coxal de un solo segmento, un endito basal, un endopodito, un exopodito y un gran epipodito. En Halosbaenidae, tanto el endopodito como el exopodito se reducen a lóbulos. 
La región torácica, compuesta por 8 segmentos, tiene el primer par de pereópodos morfológicamente similares a los gnatópodos, que son apéndices relacionados con la captura de alimentos. Esto sugiere que estos apéndices pueden tener una función de garra. A excepción de Thermosbaena, que tiene 4 pereiópodos, todos los géneros tienen 6 pares de pereópodos. Estos apéndices son birrámeos, con un endopodito y un exopodito. 
En la porción del abdomen se observan seis pares de pleonitos, con la única excepción de Thermosbaena, donde el sexto pleonito se fusiona con el telson para formar el pleotelson. Solo los dos primeros segmentos abdominales tienen pleópodos. En Halobaetidae, el primer par de pleópodos consiste en una protuberancia lobulada, con cerdas y no articulada en los lados de los pleonitos. En Thermosbaena y Monodellidae, el primer par de pleópodos tiene un segmento articulado con cerdas. 
El urópodo es el apéndice posterior y es birrámeo, con el endopodito con un segmento y el exopoditos con dos. En Thermosbaena, el endopodito está muy reducido, lo que sugiere que el género prefiere caminar a nadar. 
La forma del telson, o pleotelson en el caso de Thermosbaena, es característica de cada género y también de cada especie, aunque de forma menos pronunciada. El ano está cerca de la punta en todos los géneros. 

## Morfología interna

### Sistema vascular
El corazón tiene forma de halter (dos bulbos), siendo el bulbo anterior de mayor diámetro y ubicado entre la región posterior del cefalotórax y el segundo segmento torácico. El miocardio se encuentra en la parte anterior del bulbo raquídeo y está compuesto por fibras musculares que divergen radialmente de la pared ventral del corazón.
Una aorta de aproximadamente 30 µmm sale del corazón. Entre la aorta y el corazón hay una válvula que consta de un par de aletas verticales. La aorta pasa a la región anterodorsal del estómago, donde se une a la pared del estómago y forma una dilatación desde la que viaja una corta distancia al ras de la pared del estómago. Ventralmente a la dilatación, la aorta forma un anillo pericerebral que se ramifica en varias arterias.
El arco anterior del anillo pericerebral discurre a través de un canal cerebral y, anterior al canal, se ramifica en la arteria de la antena 1. El arco posterior encaja en la pared anterior del esófago. Ventralmente, se ramifican varias arterias, seis de las cuales irrigan el cerebro y una irriga la antena 2.
Las especies conocidas de Thermobaenacea tienen una irrigación limitada de la región anterior del cefalotórax. Este patrón es común en pequeños artrópodos y, en parte, puede explicarse por las pequeñas distancias de difusión que resultan del tamaño del organismo.

### Sistema respiratorio
El sistema respiratorio es abierto, el cuerpo de Thermobaenaceae es blando y contiene poca quitina, lo que facilita el intercambio de gases por difusión por toda la superficie corporal. La región principal para el intercambio de gases es la pared interna del caparazón, que está dotada de un hemocele y tiene una gran superficie.
La pared interna del marsupio dorsal tiene una gran cantidad de hemocianina, un pigmento respiratorio. El movimiento de los exopoditos de pereópodos y maxilípedos crea una corriente respiratoria que irriga la bolsa dorsal restaurando la concentración de oxígeno.
A bajas concentraciones de oxígeno, incluso los individuos en reposo mantienen una alta tasa de movimiento en los epipoditos de los maxilípedos. Los maxilípedos en sí tienen un hemocele, por lo que tienen una función de intercambio de gases.

### Sistema reproductivo

#### Masculino
Las gónadas están ubicadas en la cabeza y en el primer segmento torácico, justo detrás del cerebro. Los conductos deferentes se originan en la región ventral de las gónadas y continúan hasta el sexto segmento abdominal, donde se forma un loop dirigido lateroventralmente, continuando hasta el octavo segmento, donde alcanza un pene lateral.
En el pene, los conductos deferentes corren centralmente hacia una abertura en la punta. Dos fibras musculares en lados opuestos de la pared del cuerpo permiten el movimiento hacia delante y hacia atrás en un plano sagital.
El esperma es filiforme y está envuelto en un líquido seminal que se asimila a la clara de huevo cuando se fija.

#### Femenino
Consiste en un par de ovarios tubulares que contienen de 6 a 8 ovocitos enfilados y que aumentan de tamaño en dirección caudal. Los ovarios están separados entre sí y la mayor parte de su longitud sigue los costados del intestino, ocupando regiones más frontales en dirección del tórax hacia el abdomen. Los ovarios se extienden desde el primer segmento torácico hasta regiones que van desde el séptimo segmento torácico hasta el cuarto segmento abdominal, dependiendo del grado de madurez.
Los oviductos salen del extremo posterior de los ovarios y alcanzan las vaginas en el sexto segmento torácico.

## Identificación
Existen características de la morfología externa de Thermosbaenacea que permiten su identificación: 
- Marsupio en posición dorsal;
- Cuerpo pequeño (~5 mm) y alargado;
- Ligeramente aplanado dorsalmente;
- Tórax con 8 segmentos;
- Abdomen con 6 segmentos;
- Presencia de telson

## Antecedentes
Los primeros ejemplares de este orden fueron recolectados en 1923 por L. G. Seurat en un pozo negro termal en la ciudad de El Hamma, Túnez. Seurat recolectó tres individuos de la misma especie y los denominó Thermosbaena mirabilis, clasificándolos como un grupo intermedio entre Isopoda y Mysidacea, pero sin descartar la posibilidad de que pertenecieran a un nuevo orden, lo que luego se haría realidad. Desde el descubrimiento de Thermosbaena mirabilis, se han llevado a cabo muchas investigaciones. 
En 1927 Monod, basándose en las nuevas colecciones realizadas por Seurat, acuñó por primera vez el orden Thermosbaenacea. En 1949, en Italia, S. Ruffo reconoció un nuevo género al que denominó Monodella stygicola, y en 1951 Emilia Stella encontró y fotografió una hembra de esta especie con la bolsa dorsal, típica de este orden tal como se conoce hoy. Hasta que, en 1953, durante el XIV Congreso de Zoología, en Copenhague, M. S. Barker publicó su trabajo, en el que afirma que Thermosbaena y Monodella eran del mismo orden tras observar hembras de Thermosbaena con el mismo tipo de marsupio observado anteriormente en Monodella . Con toda la atención prestada a estos animales en la década de 1950, el debate sobre dónde colocarlos en el grupo de los crustáceos cobró impulso. Algunos científicos, como Taramelli en 1954, los ubicaron entre Syncarida y Peracarida, utilizando características morfológicas y embrionarias, creando la división Pancarida. Otros, sin embargo, no creían en esta organización e incluían a Thermosbaenacea y Peracarida. Además, a finales de la década de 1950, Barker propuso que el origen de estos animales es el antiguo mar de Tetis, que también es el más aceptado en la actualidad. 
Hasta 1964 se creía que estos animales eran endémicos del Mediterráneo, pero en ese año Maguire encontró los primeros individuos en el estado de Texas, en Estados Unidos. Desde entonces se han publicado varios estudios, no solo para aclarar dudas sobre el comportamiento y la ecología de estos animales, sino para dar a conocer nuevas especies de este orden. 

## Filogenia
Actualmente se desconoce la posición filogenética exacta de este grupo. Hay una fuerte indicación de que Peracarida es un grupo cercano a Thermosbaenacea, siendo un grupo hermano en algunos análisis, formando el grupo monofilético Neocarida, y un grupo solo en otros, incorporando Thermosbaenacea en Peracarida. En cualquier caso, el parentesco entre estos dos grupos ahora está bien establecido. El superorden Peracarida está incluido en la clase Malacostraca, que incluye varios crustáceos como el camarón mantis (Hoplocarida), camarones y cangrejos (Decapoda).

#### Cladograma para Thermosbaenacea dentro de Peracarida[8]
|  | Mysida        |
|  |               |
|  | Lophogastrida |
|  |               |

|  | Isopoda    |
|  |            |
|  | Tanaidacea |
|  |            |

|  | \| \| Spelaeogriphacea \| \| \| \| \| \| Mictacea \| \| \| \| |
|  |                                                               |
|  | Cumacea                                                       |
|  |                                                               |
|  | Spelaeogriphacea                                              |
|  |                                                               |
|  | Mictacea                                                      |
|  |                                                               |

|  | Spelaeogriphacea |
|  |                  |
|  | Mictacea         |
|  |                  |

|  | Isopoda    |
|  |            |
|  | Tanaidacea |
|  |            |

|  | \| \| Spelaeogriphacea \| \| \| \| \| \| Mictacea \| \| \| \| |
|  |                                                               |
|  | Cumacea                                                       |
|  |                                                               |
|  | Spelaeogriphacea                                              |
|  |                                                               |
|  | Mictacea                                                      |
|  |                                                               |

|  | Spelaeogriphacea |
|  |                  |
|  | Mictacea         |
|  |                  |

|  | Isopoda    |
|  |            |
|  | Tanaidacea |
|  |            |

|  | \| \| Spelaeogriphacea \| \| \| \| \| \| Mictacea \| \| \| \| |
|  |                                                               |
|  | Cumacea                                                       |
|  |                                                               |
|  | Spelaeogriphacea                                              |
|  |                                                               |
|  | Mictacea                                                      |
|  |                                                               |

|  | Spelaeogriphacea |
|  |                  |
|  | Mictacea         |
|  |                  |

|  | Isopoda    |
|  |            |
|  | Tanaidacea |
|  |            |

|  | \| \| Spelaeogriphacea \| \| \| \| \| \| Mictacea \| \| \| \| |
|  |                                                               |
|  | Cumacea                                                       |
|  |                                                               |
|  | Spelaeogriphacea                                              |
|  |                                                               |
|  | Mictacea                                                      |
|  |                                                               |

|  | Spelaeogriphacea |
|  |                  |
|  | Mictacea         |
|  |                  |

|  | Isopoda    |
|  |            |
|  | Tanaidacea |
|  |            |

|  | \| \| Spelaeogriphacea \| \| \| \| \| \| Mictacea \| \| \| \| |
|  |                                                               |
|  | Cumacea                                                       |
|  |                                                               |
|  | Spelaeogriphacea                                              |
|  |                                                               |
|  | Mictacea                                                      |
|  |                                                               |

|  | Spelaeogriphacea |
|  |                  |
|  | Mictacea         |
|  |                  |

|  | Isopoda    |
|  |            |
|  | Tanaidacea |
|  |            |

|  | \| \| Spelaeogriphacea \| \| \| \| \| \| Mictacea \| \| \| \| |
|  |                                                               |
|  | Cumacea                                                       |
|  |                                                               |
|  | Spelaeogriphacea                                              |
|  |                                                               |
|  | Mictacea                                                      |
|  |                                                               |

|  | Spelaeogriphacea |
|  |                  |
|  | Mictacea         |
|  |                  |

|  | Isopoda    |
|  |            |
|  | Tanaidacea |
|  |            |

|  | \| \| Spelaeogriphacea \| \| \| \| \| \| Mictacea \| \| \| \| |
|  |                                                               |
|  | Cumacea                                                       |
|  |                                                               |
|  | Spelaeogriphacea                                              |
|  |                                                               |
|  | Mictacea                                                      |
|  |                                                               |

|  | Spelaeogriphacea |
|  |                  |
|  | Mictacea         |
|  |                  |

|  | Isopoda    |
|  |            |
|  | Tanaidacea |
|  |            |

|  | \| \| Spelaeogriphacea \| \| \| \| \| \| Mictacea \| \| \| \| |
|  |                                                               |
|  | Cumacea                                                       |
|  |                                                               |
|  | Spelaeogriphacea                                              |
|  |                                                               |
|  | Mictacea                                                      |
|  |                                                               |

|  | Spelaeogriphacea |
|  |                  |
|  | Mictacea         |
|  |                  |

|  | Mysida        |
|  |               |
|  | Lophogastrida |
|  |               |

|  | Isopoda    |
|  |            |
|  | Tanaidacea |
|  |            |

|  | \| \| Spelaeogriphacea \| \| \| \| \| \| Mictacea \| \| \| \| |
|  |                                                               |
|  | Cumacea                                                       |
|  |                                                               |
|  | Spelaeogriphacea                                              |
|  |                                                               |
|  | Mictacea                                                      |
|  |                                                               |

|  | Spelaeogriphacea |
|  |                  |
|  | Mictacea         |
|  |                  |

|  | Isopoda    |
|  |            |
|  | Tanaidacea |
|  |            |

|  | \| \| Spelaeogriphacea \| \| \| \| \| \| Mictacea \| \| \| \| |
|  |                                                               |
|  | Cumacea                                                       |
|  |                                                               |
|  | Spelaeogriphacea                                              |
|  |                                                               |
|  | Mictacea                                                      |
|  |                                                               |

|  | Spelaeogriphacea |
|  |                  |
|  | Mictacea         |
|  |                  |

|  | Isopoda    |
|  |            |
|  | Tanaidacea |
|  |            |

|  | \| \| Spelaeogriphacea \| \| \| \| \| \| Mictacea \| \| \| \| |
|  |                                                               |
|  | Cumacea                                                       |
|  |                                                               |
|  | Spelaeogriphacea                                              |
|  |                                                               |
|  | Mictacea                                                      |
|  |                                                               |

|  | Spelaeogriphacea |
|  |                  |
|  | Mictacea         |
|  |                  |

|  | Isopoda    |
|  |            |
|  | Tanaidacea |
|  |            |

|  | \| \| Spelaeogriphacea \| \| \| \| \| \| Mictacea \| \| \| \| |
|  |                                                               |
|  | Cumacea                                                       |
|  |                                                               |
|  | Spelaeogriphacea                                              |
|  |                                                               |
|  | Mictacea                                                      |
|  |                                                               |

|  | Spelaeogriphacea |
|  |                  |
|  | Mictacea         |
|  |                  |

|  | Isopoda    |
|  |            |
|  | Tanaidacea |
|  |            |

|  | \| \| Spelaeogriphacea \| \| \| \| \| \| Mictacea \| \| \| \| |
|  |                                                               |
|  | Cumacea                                                       |
|  |                                                               |
|  | Spelaeogriphacea                                              |
|  |                                                               |
|  | Mictacea                                                      |
|  |                                                               |

|  | Spelaeogriphacea |
|  |                  |
|  | Mictacea         |
|  |                  |

|  | Isopoda    |
|  |            |
|  | Tanaidacea |
|  |            |

|  | \| \| Spelaeogriphacea \| \| \| \| \| \| Mictacea \| \| \| \| |
|  |                                                               |
|  | Cumacea                                                       |
|  |                                                               |
|  | Spelaeogriphacea                                              |
|  |                                                               |
|  | Mictacea                                                      |
|  |                                                               |

|  | Spelaeogriphacea |
|  |                  |
|  | Mictacea         |
|  |                  |

|  | Isopoda    |
|  |            |
|  | Tanaidacea |
|  |            |

|  | \| \| Spelaeogriphacea \| \| \| \| \| \| Mictacea \| \| \| \| |
|  |                                                               |
|  | Cumacea                                                       |
|  |                                                               |
|  | Spelaeogriphacea                                              |
|  |                                                               |
|  | Mictacea                                                      |
|  |                                                               |

|  | Spelaeogriphacea |
|  |                  |
|  | Mictacea         |
|  |                  |

|  | Isopoda    |
|  |            |
|  | Tanaidacea |
|  |            |

|  | \| \| Spelaeogriphacea \| \| \| \| \| \| Mictacea \| \| \| \| |
|  |                                                               |
|  | Cumacea                                                       |
|  |                                                               |
|  | Spelaeogriphacea                                              |
|  |                                                               |
|  | Mictacea                                                      |
|  |                                                               |

|  | Spelaeogriphacea |
|  |                  |
|  | Mictacea         |
|  |                  |

#### Cladograma para Thermosbaenacea como grupo hermano de Peracarida[8]
|  | Mysida        |
|  |               |
|  | Lophogastrida |
|  |               |

|  | Mictacea         |
|  |                  |
|  | Spelaeogriphacea |
|  |                  |

|  | Cumacea                                                |
|  |                                                        |
|  | \| \| Tanaidacea \| \| \| \| \| \| Isopoda \| \| \| \| |
|  |                                                        |
|  | Tanaidacea                                             |
|  |                                                        |
|  | Isopoda                                                |
|  |                                                        |

|  | Tanaidacea |
|  |            |
|  | Isopoda    |
|  |            |

|  | Mictacea         |
|  |                  |
|  | Spelaeogriphacea |
|  |                  |

|  | Cumacea                                                |
|  |                                                        |
|  | \| \| Tanaidacea \| \| \| \| \| \| Isopoda \| \| \| \| |
|  |                                                        |
|  | Tanaidacea                                             |
|  |                                                        |
|  | Isopoda                                                |
|  |                                                        |

|  | Tanaidacea |
|  |            |
|  | Isopoda    |
|  |            |

|  | Mictacea         |
|  |                  |
|  | Spelaeogriphacea |
|  |                  |

|  | Cumacea                                                |
|  |                                                        |
|  | \| \| Tanaidacea \| \| \| \| \| \| Isopoda \| \| \| \| |
|  |                                                        |
|  | Tanaidacea                                             |
|  |                                                        |
|  | Isopoda                                                |
|  |                                                        |

|  | Tanaidacea |
|  |            |
|  | Isopoda    |
|  |            |

|  | Mictacea         |
|  |                  |
|  | Spelaeogriphacea |
|  |                  |

|  | Cumacea                                                |
|  |                                                        |
|  | \| \| Tanaidacea \| \| \| \| \| \| Isopoda \| \| \| \| |
|  |                                                        |
|  | Tanaidacea                                             |
|  |                                                        |
|  | Isopoda                                                |
|  |                                                        |

|  | Tanaidacea |
|  |            |
|  | Isopoda    |
|  |            |

|  | Mysida        |
|  |               |
|  | Lophogastrida |
|  |               |

|  | Mictacea         |
|  |                  |
|  | Spelaeogriphacea |
|  |                  |

|  | Cumacea                                                |
|  |                                                        |
|  | \| \| Tanaidacea \| \| \| \| \| \| Isopoda \| \| \| \| |
|  |                                                        |
|  | Tanaidacea                                             |
|  |                                                        |
|  | Isopoda                                                |
|  |                                                        |

|  | Tanaidacea |
|  |            |
|  | Isopoda    |
|  |            |

|  | Mictacea         |
|  |                  |
|  | Spelaeogriphacea |
|  |                  |

|  | Cumacea                                                |
|  |                                                        |
|  | \| \| Tanaidacea \| \| \| \| \| \| Isopoda \| \| \| \| |
|  |                                                        |
|  | Tanaidacea                                             |
|  |                                                        |
|  | Isopoda                                                |
|  |                                                        |

|  | Tanaidacea |
|  |            |
|  | Isopoda    |
|  |            |

|  | Mictacea         |
|  |                  |
|  | Spelaeogriphacea |
|  |                  |

|  | Cumacea                                                |
|  |                                                        |
|  | \| \| Tanaidacea \| \| \| \| \| \| Isopoda \| \| \| \| |
|  |                                                        |
|  | Tanaidacea                                             |
|  |                                                        |
|  | Isopoda                                                |
|  |                                                        |

|  | Tanaidacea |
|  |            |
|  | Isopoda    |
|  |            |

|  | Mictacea         |
|  |                  |
|  | Spelaeogriphacea |
|  |                  |

|  | Cumacea                                                |
|  |                                                        |
|  | \| \| Tanaidacea \| \| \| \| \| \| Isopoda \| \| \| \| |
|  |                                                        |
|  | Tanaidacea                                             |
|  |                                                        |
|  | Isopoda                                                |
|  |                                                        |

|  | Tanaidacea |
|  |            |
|  | Isopoda    |
|  |            |

|  | Mysida        |
|  |               |
|  | Lophogastrida |
|  |               |

|  | Mictacea         |
|  |                  |
|  | Spelaeogriphacea |
|  |                  |

|  | Cumacea                                                |
|  |                                                        |
|  | \| \| Tanaidacea \| \| \| \| \| \| Isopoda \| \| \| \| |
|  |                                                        |
|  | Tanaidacea                                             |
|  |                                                        |
|  | Isopoda                                                |
|  |                                                        |

|  | Tanaidacea |
|  |            |
|  | Isopoda    |
|  |            |

|  | Mictacea         |
|  |                  |
|  | Spelaeogriphacea |
|  |                  |

|  | Cumacea                                                |
|  |                                                        |
|  | \| \| Tanaidacea \| \| \| \| \| \| Isopoda \| \| \| \| |
|  |                                                        |
|  | Tanaidacea                                             |
|  |                                                        |
|  | Isopoda                                                |
|  |                                                        |

|  | Tanaidacea |
|  |            |
|  | Isopoda    |
|  |            |

|  | Mictacea         |
|  |                  |
|  | Spelaeogriphacea |
|  |                  |

|  | Cumacea                                                |
|  |                                                        |
|  | \| \| Tanaidacea \| \| \| \| \| \| Isopoda \| \| \| \| |
|  |                                                        |
|  | Tanaidacea                                             |
|  |                                                        |
|  | Isopoda                                                |
|  |                                                        |

|  | Tanaidacea |
|  |            |
|  | Isopoda    |
|  |            |

|  | Mictacea         |
|  |                  |
|  | Spelaeogriphacea |
|  |                  |

|  | Cumacea                                                |
|  |                                                        |
|  | \| \| Tanaidacea \| \| \| \| \| \| Isopoda \| \| \| \| |
|  |                                                        |
|  | Tanaidacea                                             |
|  |                                                        |
|  | Isopoda                                                |
|  |                                                        |

|  | Tanaidacea |
|  |            |
|  | Isopoda    |
|  |            |

|  | Mysida        |
|  |               |
|  | Lophogastrida |
|  |               |

|  | Mictacea         |
|  |                  |
|  | Spelaeogriphacea |
|  |                  |

|  | Cumacea                                                |
|  |                                                        |
|  | \| \| Tanaidacea \| \| \| \| \| \| Isopoda \| \| \| \| |
|  |                                                        |
|  | Tanaidacea                                             |
|  |                                                        |
|  | Isopoda                                                |
|  |                                                        |

|  | Tanaidacea |
|  |            |
|  | Isopoda    |
|  |            |

|  | Mictacea         |
|  |                  |
|  | Spelaeogriphacea |
|  |                  |

|  | Cumacea                                                |
|  |                                                        |
|  | \| \| Tanaidacea \| \| \| \| \| \| Isopoda \| \| \| \| |
|  |                                                        |
|  | Tanaidacea                                             |
|  |                                                        |
|  | Isopoda                                                |
|  |                                                        |

|  | Tanaidacea |
|  |            |
|  | Isopoda    |
|  |            |

|  | Mictacea         |
|  |                  |
|  | Spelaeogriphacea |
|  |                  |

|  | Cumacea                                                |
|  |                                                        |
|  | \| \| Tanaidacea \| \| \| \| \| \| Isopoda \| \| \| \| |
|  |                                                        |
|  | Tanaidacea                                             |
|  |                                                        |
|  | Isopoda                                                |
|  |                                                        |

|  | Tanaidacea |
|  |            |
|  | Isopoda    |
|  |            |

|  | Mictacea         |
|  |                  |
|  | Spelaeogriphacea |
|  |                  |

|  | Cumacea                                                |
|  |                                                        |
|  | \| \| Tanaidacea \| \| \| \| \| \| Isopoda \| \| \| \| |
|  |                                                        |
|  | Tanaidacea                                             |
|  |                                                        |
|  | Isopoda                                                |
|  |                                                        |

|  | Tanaidacea |
|  |            |
|  | Isopoda    |
|  |            |

## Distribución
Hay especies descritas en todo el mar Mediterráneo, incluidos países como Italia, Túnez, Israel y Marruecos. Además, ya se han descrito especies en el estado de Texas, Estados Unidos; en la región del Mar Caribe; en Australia; y en la península de Indochina.
La distribución actual de las especies descubiertas coincide con la disposición del antiguo Mar de Tetis, lo que sustenta el origen de este orden hace entre 120 y 95 millones de años, periodo comprendido entre la mayor extensión del Mar de Tetis y la aparición del Océano Atlántico, respectivamente.

## Ecología

### Hábitat
Estos animales pueden habitar aguas subterráneas, en las que el agua tiene concentraciones tóxicas de sulfuro de hidrógeno para la mayoría de los animales, esto define un gradiente de densidad en la columna de agua, que el animal utiliza para “flotar” y gastar menos energía al deslizarse sobre ese gradiente. Este gradiente también se aplica a la concentración de oxígeno en el agua, formando una capa oxigenada en la parte superior y una capa anóxica en la parte inferior. Estos gradientes son utilizados por el animal para adaptarse a las mejores condiciones ambientales. Las hembras usan el gradiente de oxígeno para mantener el marsupio y los huevos en agua anóxica para evitar la depredación y usan los epipoditos de los maxilípedos para arrojar el agua oxigenada a las crías. El gradiente de azufre sirve para que los animales se adapten a las concentraciones de bacterias quimiotróficas, que sirven de alimento a estos crustáceos.
También es posible encontrar a estos animales en lagunas termales con temperaturas entre 45 °C y 48 °C, pero este no forma parte de su hábitat natural. Esto se limita, hasta donde se sabe, a una sola especie: Thermosbaena mirabilis. Como se sabe, la mayoría de los animales habitan en aguas termales subterráneas (alrededor de 30 °C) y tienen una tolerancia a las aguas más cálidas que una preferencia por este tipo de ambiente.

### Alimentación
Estos animales se alimentan de bacterias quimiotróficas, cianobacterias y algas verdes. Un punto muy curioso es la presencia de bacterias sulfurorreductoras en el intestino de estos animales, las cuales no son digeridas y pueden permanecer hasta dos días en su tubo digestivo. Algunos investigadores creen que esta masa de bacterias sirve para desintoxicar a los animales del sulfuro de hidrógeno de su entorno, manteniendo una relación simbiótica entre el crustáceo y la bacteria.

## Dimorfismo sexual
El dimorfismo sexual más evidente en Thermosbaenacea es la presencia del marsupio en la región dorsal de la hembra, donde se incuban los huevos y los individuos jóvenes. 
En el género Tethysbaena, el macho tiene un endopodito con cinco segmentos en el maxilípedo. En la hembra, este endopodito se reduce a un lóbulo redondeado. Probablemente, el endopodito del maxilípedo tiene función sexual. En la especie Tethysbaena texana, el segundo endito del maxilar 2 tiene 11 macrocerdas en la hembra y 19 en el macho. 

## Reproducción y ciclo de vida
La cópula se produce con el contacto de las porciones ventrales del macho y la hembra, y los óvulos son fecundados en los túbulos ováricos. Los embriones se transfieren al marsupio en grupos rodeados por una membrana que se disuelve después del transporte. El marsupio contiene alrededor de 8 embriones, a medida que la descendencia se desarrolla, este número disminuye, muy probablemente debido al aborto. Los óvulos y los individuos juveniles son liberados en la bolsa y se mantienen en constante agitación como resultado de la inspiración de la corriente respiratoria.
La corriente respiratoria mantiene oxigenado el ambiente interno de la bolsa y reduce la concentración interna de sulfuro de hidrógeno común a su hábitat, favoreciendo el desarrollo de los embriones.
Los jóvenes dejan el marsupio cuando la apertura de su tracto digestivo se vuelve funcional.

## Diversidad
Thermosbaenacea actualmente tiene 4 familias, que contienen 6 géneros, que se comprimen en 34 especies:
Halosbaenidae (Monod & Cals, 1988)
- Limnosbaena (Stock, 1976)
- Halosbaena (Stock, 1976)
- Teosbaena (Cals & Boutin, 1985)

Monodellidae (Taramelli, 1954)
- Tetisbaena Wagner, 1994

Thermosbaenidae (Monod, 1927)
- Thermosbaena (Monod, 1924)

Tulum (Wagner, 1994)
- Tulumella (Yager, 1988)